# حوت قزم
حوت قزم أو الحيتان القزمة (الاسم العلمي Kogiidae) هي فصيلة من الحيتان تضم جنس (Kogia) واحد يحوي على نوعين من حيتان العنبر: حوت العنبر القزمي وحوت العنبر القزم.
وهناك أجناس أُخرى منقرضة من فصيلة الحيتان القزمة.